# Corsalettes

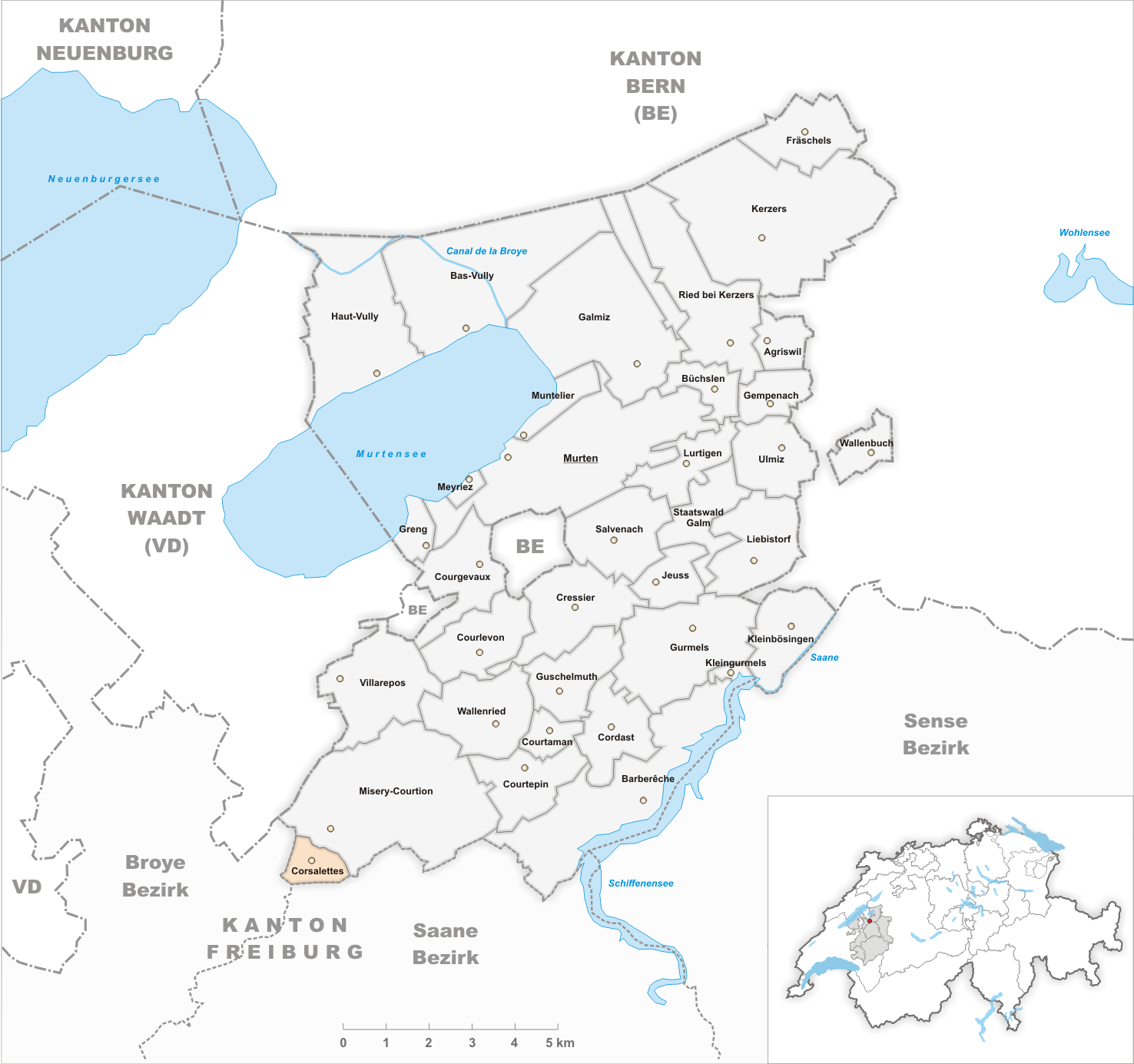
Gemeindestand vor der Fusion am 1. Januar 2000

Corsalettes (Freiburger Patois Korssalètèⓘ) ist eine Ortschaft und früher selbständige politische Gemeinde im District de la Sarine (deutsch: Saanebezirk) des Kantons Freiburg in der Schweiz. Am 1. Januar 2000 wurde Corsalettes nach Grolley eingemeindet und wechselte daher vom Seebezirk in den Saanebezirk.

## Geographie
Corsalettes liegt auf 581 m ü. M., zwei Kilometer nördlich von Grolley und neun Kilometer nordwestlich der Kantonshauptstadt Freiburg (Luftlinie). Das Bauerndorf erstreckt sich an einem nach Norden abfallenden Hang östlich des Tals des Chandon, im Molassehügelland des Freiburger Mittellandes. Die ehemalige Gemeindefläche betrug rund 1,2 km². Das Gebiet erstreckte sich vom Erosionstal des Dorfbachs von Grolley (auch La Morte genannt) südwärts über den Hang von Corsalettes bis auf die Höhe des Nomont (628 m ü. M.).

## Bevölkerung
Mit 92 Einwohnern (1997) zählte Corsalettes vor der Fusion zu den kleinsten Gemeinden des Kantons Freiburg. Im Jahr 1850 hatte das Dorf 86, 1900 83 Einwohner, 1970 jedoch nur noch 51 Einwohner, bevor wieder ein Bevölkerungswachstum verzeichnet wurde. Zu Corsalettes gehören mehrere Einzelhöfe.
Einwohnerzahlen: Volkszählungsdaten

## Wirtschaft
Corsalettes lebt noch heute von der Landwirtschaft, insbesondere vom Ackerbau, vom Obstbau und von der Viehzucht.

## Verkehr
Das Dorf liegt abseits der grösseren Durchgangsstrassen, die Hauptzufahrt erfolgt von Grolley. Corsalettes besitzt keine direkte Anbindung an das Netz des öffentlichen Verkehrs.

## Geschichte
Das Gebiet von Corsalettes war schon während der Bronzezeit besiedelt, was durch den Fund von Gräbern nachgewiesen werden konnte. Die erste urkundliche Erwähnung des Ortes erfolgte 1275 unter dem Namen Corsaletes. Der Ortsname ist auf das lateinische Wort corticella (kleiner Hof) zurückzuführen.
Seit dem Mittelalter war Corsalettes im Besitz der Herren von Estavayer. Während des Gümmenenkrieges wurde das Dorf von Berner Truppen geplündert und verwüstet. Im Jahr 1343 wurde Corsalettes an die Grafen von Neuenburg verkauft, von diesen jedoch als Lehen an Estavayer zurückgegeben. Seit dem 14. Jahrhundert hatte auch die Abtei Hauterive Grundbesitz im Dorf.
Durch Kauf kam Corsalettes 1442 unter die Herrschaft von Freiburg und wurde der Alten Landschaft (Spitalpanner) zugeordnet. Nach dem Zusammenbruch des Ancien Régime (1798) gehörte das Dorf während der Helvetik zum damals freiburgischen Bezirk Avenches und ab 1803 zum Bezirk Freiburg, bevor es 1848 mit der neuen Kantonsverfassung in den Seebezirk eingegliedert wurde.
Im Jahr 1999 entschieden sich die Dorfbewohner für eine Fusion von Corsalettes mit Grolley im Saanebezirk (District de la Sarine), die am 1. Januar 2000 rechtskräftig wurde. Damit wurden auch die Bezirksgrenzen verschoben, da Corsalettes vorher zum Seebezirk (District du Lac) gehört hatte.